# IC 98
IC 98 је елиптична галаксија у сазвјежђу Кит која се налази на листи објеката дубоког неба у Индекс каталогу.
Деклинација објекта је - 12° 36' 15" а ректасцензија 1h 20m 54,8s. Привидна величина (магнитуда) објекта IC 98 износи 15,3 а фотографска магнитуда 16,3. IC 98 је још познат и под ознакама MCG -2-4-27, NPM1G -12.0055, PGC 4869.